# Capnia kersti
Capnia kersti is een steenvlieg uit de familie Capniidae. De wetenschappelijke naam van de soort is voor het eerst geldig gepubliceerd in 2004 door Nelson.